# Distretto di Fındıklı
Il distretto di Fındıklı (in turco Fındıklı ilçesi) è uno dei distretti della provincia di Rize, in Turchia.